# 多萊曼島
多萊曼島（英語：Dolleman Island），是南極洲的島嶼，位於帕爾默地東岸，長21公里，處於博格斯角以東13公里，在1940年由美國研究隊發現，現時由南極條約體系管理。